# Hermann Otto Pflaume

Hermann Otto Pflaume vor 1900

Hermann Otto Pflaume (* 26. Januar 1830 in Aschersleben † 4. August 1901 in Würzburg) war ein deutscher Architekt und preußischer Baubeamter, der die längste Zeit seines Lebens in Köln lebte und arbeitete. Er war von 1880 bis 1901 Stadtrat in Köln und war Vorstands- bzw. Aufsichtsratsmitglied mehrerer Unternehmen.

## Leben

Centralbahnhof Köln, um 1893

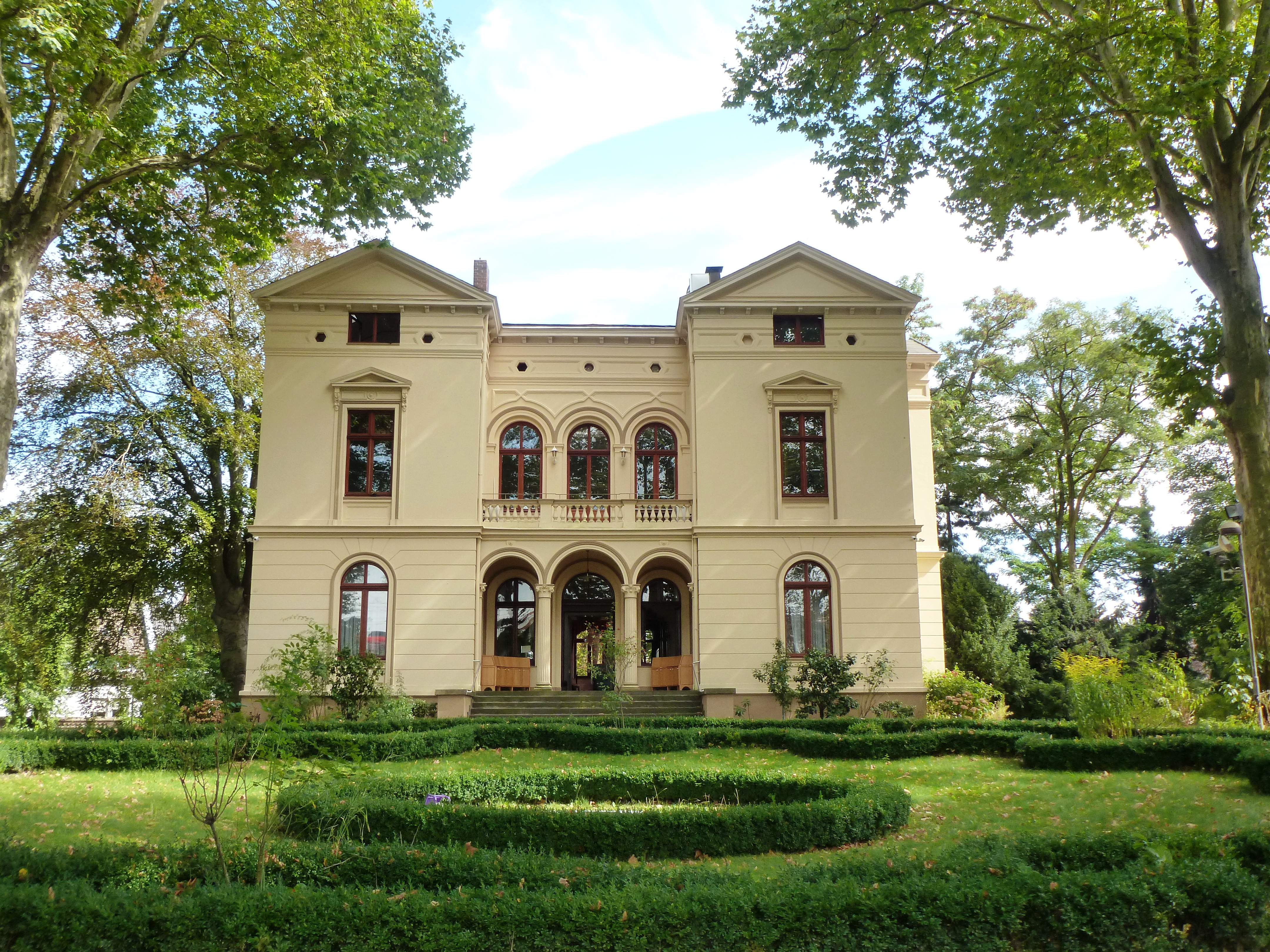
Villa Hahnenburg Köln, um 1874

Hermann Otto Pflaume entstammte der in Aschersleben alteingesessenen Familie Pflaume; unter den Familienangehörigen und Ahnen finden sich Amtmänner, Stadtrichter (Johann Caspar Pflaume) und Räte.:109 Er selbst verließ seine Heimatstadt nach dem Besuch von Elementarschule und Gymnasium und trat 1850 in die Berliner Bauakademie ein. Bereits während seiner Studienzeit, in deren Verlauf er auch seinen Militärdienst als Einjährig-Freiwilliger absolvierte, gelangte er an seinen ersten großen Bauauftrag. Dies war Kölns erster „Centralbahnhof“ (Entwurf 1856, Eröffnung 1859; Planung der technischen Bauten durch August Rocholl).
Im Jahr zuvor erhielt sein Wettbewerbsentwurf zu einem neuen Königsschloss den zweiten Preis, weitere Auszeichnungen folgten. Die Berufung nach Köln erwies sich als Glücksfall für Pflaumes weitere Karriere. Sein Mentor seit diesen Tagen war Gustav von Mevissen, zugleich Präsident der Rheinischen Eisenbahn-Gesellschaft. Dieser war die Führungspersönlichkeit des A. Schaaffhausen’schen Bankvereins, dessen Bankhausneubau (1859–1862) Pflaume nachhaltige Bekanntheit sicherte. 1857, im Jahr seines Staatsexamens, reiste Pflaume erstmals nach Italien. Das Studium der dortigen Villen- und Palastarchitektur (beispielsweise in Florenz) prägte sein späteres Schaffen ebenso wie zahlreiche noch folgende Aufenthalte in Frankreich.
Trotz oder wegen seiner Tätigkeit im preußischen Staatsdienst als Landbaumeister bzw. Garnisonbaumeister von 1862 bis 1872 in Düsseldorf und Köln entfaltet Pflaume in Köln und dessen Umland eine umfassende Bautätigkeit und wurde der führende Privatarchitekt. Wolfram Hagspiel listet in seinem Standardwerk, neben Wettbewerben, Denkmälern und Grabmalen, allein in Köln, 51 realisierte Villen, Wohn- und Geschäftshäuser sowie Um- und Erweiterungsbauten des Architekten auf. Darunter auch mehrere Wohnhäuser für sich selbst und seine Familie.
Die Heirat mit einer Kölnerin aus der höheren Bürgerschicht erwies sich hier sicher als von Vorteil. Familien wie die Unternehmer Pfeifer, Eugen Langen (Pfeifer & Langen), Otto Andreae, Friedrich von Diergardt, Guilleaume (Felten & Guilleaume) oder Zanders, führende Bankiers wie von Stein (Bankhaus J. H. Stein), Mevissen und Koenigs, von Schnitzler und Deichmann, Kaufleute wie Emil Oelbermann, Wahlen, Ossendorff der die Firma Gebrüder Liebmann & Oehme bevorzugten seinen Stil.
Pflaume gestaltete in Köln ganze Straßenzüge und Viertel. So verdanken ihm Unter Sachsenhausen oder die Gereonstraße ebenso ihre Entwicklung wie der Kaiser-Wilhelm-Ring sein Gepräge. Das Kunstgewerbemuseum, zu dessen Entstehung er die treibende Kraft war, ist vielleicht die bedeutendste Hinterlassenschaft an „seine“ Heimatstadt Köln.:114 Folgerichtig wurden Pflaume die ihm als preußischem Baubeamten möglichen Beförderungen, Titel und Auszeichnungen zuteil, so 1869 die Beförderung zum Bauinspektor, 1881 die Ernennung zum Baurat und 1893 zum Geheimen Baurat.
Nach einem Kuraufenthalt in Bad Kissingen starb Hermann Otto Pflaume in Würzburg.
Der Fernsehmoderator Kai Pflaume ist sein Ururgroßneffe.

### Wirkung

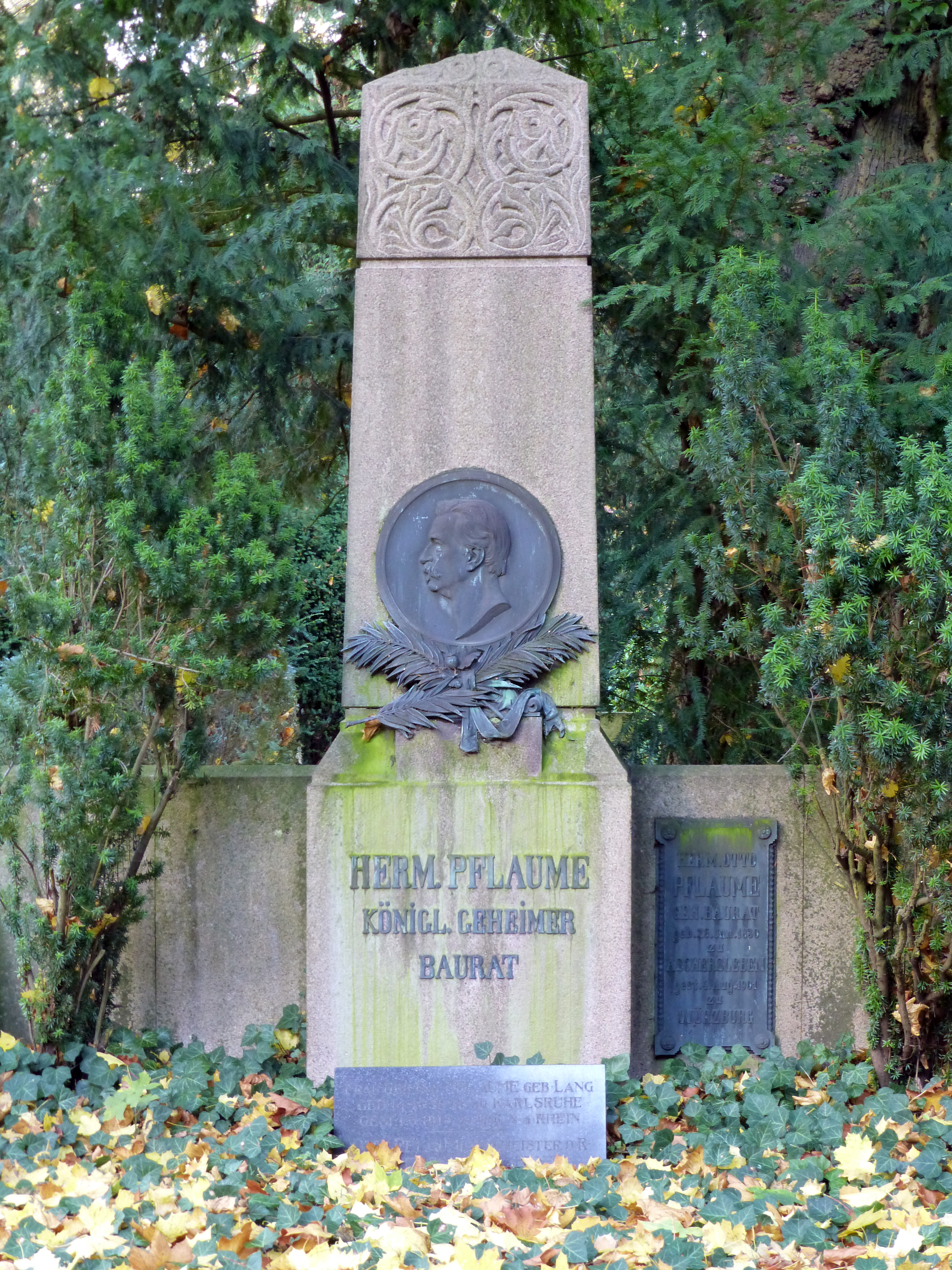
Grabstätte Hermann Pflaume, Melaten-Friedhof Köln (Flur 70 a) mit Porträtmedaillon (Bronze) von Wilhelm Albermann

1904 erfolgte in dem aufstrebenden Kölner Stadtteil Braunsfeld zu seinen Ehren die Benennung einer Straße als Hermann-Pflaume-Straße. Die unweit einer Schinkel-, Raschdorff-, Friedrich-Schmidt- oder Vincenz-Statz-Straße liegende Straße, verbindet die Aachener Straße mit dem Stadtwald. Sein Neffe Hermann Eberhard Pflaume übernahm währenddessen sein Atelier, wenn auch nicht mehr in seiner früheren Größe und Bedeutung. Denn die Ära der Villen und Palais alter Prägung und Größe nahm ihr Ende, spätestens mit dem Ende der Wilhelminischen Zeit. So erfolgte in Anbetracht stark steigender Immobilienpreise aber auch veränderter Lebens- und Wirtschaftsformen bereits 1912 die Niederlegung des Deichmann-Palais an der Trankgasse und keine 20 Jahre später jene der Villa des Zuckerfabrikanten Valentin Pfeifer auf dem Kaiser-Wilhelm-Ring (heutiges Allianzgebäude). Mit dem Untergang der deutschen Städte im Zweiten Weltkrieg war dann auch die überwiegende Zahl seiner Bauten verloren. Lediglich einzelne Bauten in Köln, wie das 1882–1886 für Johann Gottlieb von Langen errichtete Palais Langen an der Kölner von-Werth-Straße (heute Gerling, Fassade verändert), oder die Villa Hahnenburg in Köln-Buchheim. Außerhalb von Köln überdauerten die Zeitläufe das nach Entwurf von Pflaume erweiterte Schloss Morsbroich, die Villa Zanders in Bergisch Gladbach, die Villa des Seidenfabrikanten Andreas Colsman – genannt Rotes Haus – in Langenberg (Rheinland) und das ehemalige Gebäude des Barmer Bankvereins in Wuppertal-Barmen, heute eine Commerzbank-Filiale. Auch die noch erhaltene Bonner Villa Steineck wird seinem Büro zugeschrieben.  Ebenso erhalten sind einzelne Grabdenkmäler wie das von Otto Ossendorf oder von Carl Johann Heinrich Scheibler an der „Millionärsallee“ auf dem Melaten-Friedhof in Köln.:117
Gemeinsam mit Julius Carl Raschdorff gilt Pflaume zwar als der Begründer der Neorenaissance französischer Prägung im Rheinland, baukünstlerisch war er aber wohl der bedeutendere, weil in Stil und der Ausprägung „seiner“ Architektur treuer und strenger. Seine Meinung und Ansicht genoss in Köln hohes Ansehen. „Edel und vornehm in der Kunst, das war er auch im Leben.“ Pflaumes Œuvre umfasst über 200 Villen, Stadt-, Wohn- und Geschäftshäuser, Grabdenkmäler und Wettbewerbsentwürfe. Über das Bauwesen hinaus reichten seine Beteiligung an 14 Aktiengesellschaften und die Mitgliedschaft in mindestens acht Vereinen.
Der Pflaume auch freundschaftlich verbundene Bildhauer Wilhelm Albermann war seit Mitte der 1860er Jahre künstlerischer Wegbegleiter und schuf Plastiken zu zahlreichen Villen und mehreren Grabdenkmälern, wie das von Wilhelm Ludwig Deichmann oder vom "roten" Kölner OB Hermann Becker, denen Entwürfe Pflaumes zugrunde lagen. Auch der bekannte Kölner „Jan von Werth-Brunnen“ ist ein Beispiel dieser Zusammenarbeit.